# Gorzka zgnilizna wiśni

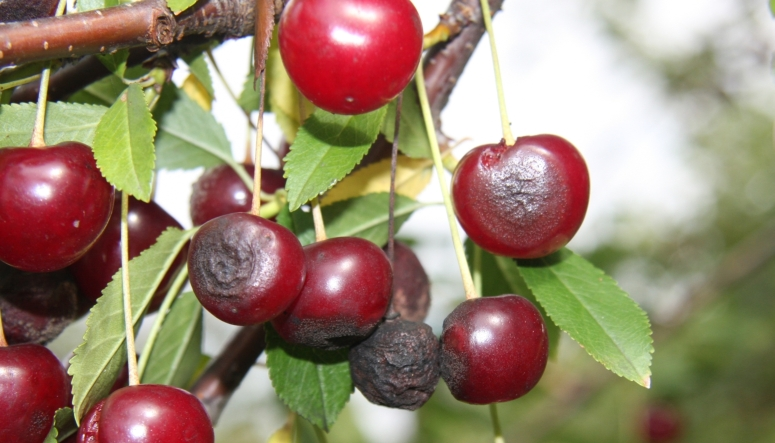
Owoce wiśni w okresie dojrzewania z objawami gorzkiej zgnilizny

Gorzka zgnilizna wiśni – grzybowa choroba roślin wywoływana przez grzyb Colletotrichum gloeosporioides. Najgroźniejsza jest dla wiśni, ale występuje także na wielu innych gatunkach roślin – truskawce, jabłoni, drzewach cytrusowych, awokado, bananie, papryce, łubinie i wielu innych. Występuje w różnych strefach klimatycznych na całym świecie.

## Objawy
Na dojrzałych owocach pojawiają się nieco wklęsłe gnilne plamy, na których, przy wysokiej wilgotności pojawiają się drobniutkie brodawki. Brodawki zawierają zarodniki konidialne, które wydobywają się w postaci jasnopomarańczowych wycieków. Choroba ta może się ujawnić już w sadzie lub na zebranych i długo przechowywanych owocach w temperaturze pokojowej. W przypadku porażenia zawiązków owoców powoduje ich zasychanie. Porażone owoce najczęściej zasychają i pozostają na drzewie w postaci mumii, stanowiąc źródło infekcji w następnym sezonie.

## Ochrona
Ogranicza się rozwój choroby przez właściwe formowanie korony drzew. Przerzedzenie gałęzi umożliwia szybsze obsychanie liści i owoców. Należy także zabezpieczać rany po cięciu i usuwać z drzew mumie. Chemicznie zwalcza się fugicydami zawierającymi jako substancje czynne kaptan lub IBE (inhibitory biosyntezy ergosterolu) opryskując całe drzewa w okresie od 14 dni po kwitnieniu i powtarzając zabieg 1-2 razy.